# Ruta Estatal de Nevada 856
La Ruta Estatal de Nevada 856, y abreviada SR 856 (en inglés: Nevada State Route 856) es una carretera estatal estadounidense ubicada en el estado de Nevada. La carretera inicia en el Oeste desde la SR 396     en Lovelock hacia el Este en la I 80  , US 95   en Lovelock. La carretera tiene una longitud de 2,2 km (1.398 mi).

## Mantenimiento
Al igual que las autopistas interestatales, y las rutas federales y el resto de carreteras estatales, la Ruta Estatal de Nevada 856 es administrada y mantenida por el Departamento de Transporte de Nevada por sus siglas en inglés Nevada DOT.